# Tzvi Tzur
Tzvi Tzur (en hebreo: צבי צור) fue el 6° Comandante en Jefe de las Fuerzas de Defensa de Israel y una figura pública israelí.

## Juventud
Tvi Tzur nació en Iziaslav, Ucrania,en URSS en 1923 y emigró al Mandato Británico de Palestina cuando tenía 2 años. En 1936, en el pico la Revuelta árabe entre 1936-1939 se unió a la Haganá para ayudar a proteger a los judíos de los pogroms que estaban realizando los árabes.

## Carrera militar
Durante la Guerra de independencia de Israel fue designado como líder del batallón de la Brigada Givati. Tzur fue el fundador de la compañía de reconocimiento "Los zorros de Samson" (en hebreo: שועלי שמשון‎), que emprendió duras batallas en el frente meridional. Después del fin de la guerra, lideró la organización y fue a estudiar gerenciamiento a los Estados Unidos.
En 1956 fue promovido al grado de Mayor General y fue designado como Comandante del frente central. En 1958 fue designado para ser el Comandante en Jefe e ingreso a realizar estudios preparativos en Francia. Volvió en septiembre de 1960. Reemplazó a Chaim Laskov como Comandante en Jefe de las FDI.

## Comandante en Jefe
En enero de 1961 Tzur fue designado como el Comandante en Jefe De las Fuerzas de Defensa de Israel. Una de sus primeras acciones fue designar al mayor general Yitzhak Rabin como su comandante. El periodo de Tzur fue relativamente calmo, a excepción de los incidentes en la frontera con Siria en las Alturas del Golán. La mayor operación de las FDI durante el periodo de Tzur, fue el 16 de marzo de 1962, cuando la Brigada Golani fueron atacados por los puestos avanzados sirios en el norte del Mar de Galilea. Fueron muertos 7 soldados israelíes y 30 soldados sirios durante la batalla. Sin embargo, el fuego no se detuvieron en el área y el 19 de agosto de 1963, las fuerzas sirias asesinaron a dos civiles en Almagor.
Tzur decidió en junio de 1961 proveer a los oficiales un automóvil para uso particular. El modelo elegido fue el Citroën 2CV.
Tzur también preparó las FDI para una guerra contra los ejércitos árabes y concentró las Fuerzas de Defensa de Israel de modo tal de puder parar ataques árabes. En agosto de 1961, el presidente de Egipto, Nasser reveló que Israel obtuvo los jet de combate Dassault Mirage III, para contraatacar los MiG-19 de fabricación soviética que poseía Egipto. El tiempo demostró que los Mirage fueron muy bien escogidos y sirvieron a la Fuerza Aérea Israelí como "combatiente principal" durante muchos años. Los Mirage contribuyeron substancialmente a la victoria de Israel en la Guerra de los Seis Días y eliminaron en un abrir y cerrar de ojos el poder aéreo árabe combinado de Egipto, Siria y Jordania, al igual que otras dos adquisiciones notables de Tzur, como los Tanque Centurión y los MIM-23 Hawk, misiles tierra-aire.
El 5 de julio de 1961, Israel lanzó el misil Shavit, gran orgullo tecnológico de Israel.
Tzur se retiró del ejército en diciembre de 1963.
- Datos: Q1385464
- Multimedia: Tzvi Tzur / Q1385464